# Oulad Amrane (tribu)
 (février 2025).
 (avril 2025).
Motif : Absence de sources secondaires centrées en nombre et qualité suffisants
- Archive Wikiwix
- Bing
- Cairn
- DuckDuckGo
- E. Universalis
- Gallica
- Google
- G. Books
- G. News
- G. Scholar
- Persée
- Qwant
- (zh) Baidu
- (ru) Yandex
- (wd) trouver des œuvres sur Wikidata

| 1. | Préciser le motif de la pose du bandeau. | Précisez le motif de la pose du bandeau en utilisant la syntaxe suivante : {{admissibilité à vérifier\|date=août 2025\|motif=remplacez ce texte par le motif}}                            |
| 2. | Informer les utilisateurs concernés.     | Pensez à avertir le créateur de l'article, par exemple, en insérant le code ci-dessous sur sa page de discussion : {{subst:avertissement admissibilité à vérifier\|Oulad Amrane (tribu)}} |

Les Oulad Amrane (en arabe : أولاد عمران) sont une tribu arabe, de la région Doukkala, au Maroc. Elle occupe les plaines de Sidi Bennnour et de Sakaoun, elle est connue pour sa résistance face aux invasions portugaises.

## Origines
Les Ouled Amrane sont issus de la tribu Banu Maqil, et seraient les descendants de : Amrane ben Mansur ben Mohamed ben Maaqil, et seraient donc de la branche Dawi Mansour des Banu Maaqil.

## Histoire

### Occupation Portugaise
En 1516, les Oulâd 'Amrân se révoltèrent, sous les ordres d'Arraho Abenxamot  et marchèrent sur Safi. Fernandez de Athayde se porte à leur rencontre avec 460 Portugais et 3.500 cavaliers[réf. nécessaire]. Une contre-attaque des Amranis a lieu, les Portugais sont surpris et battus, et le gouverneur de Safi est assassiné. Cette victoire va rallier le reste des tribus qui étaient encore soumises aux Portugais. L'année 1516 coïncide avec la perte d'influence des Portugais dans la région et l'assassinat d'Athayade au mois d'avril de la même année par le Cheikh des Ouled Amrane, Raho ben Shekhmout, en réponse à un pillage sur son village.
Les Ouled Amrane du Sud possédaient 31 500 guerriers et ceux des plaines de Sakaoun en possédaient 21 000 lors de l'invasion portugaise, en faisant la tribu avec le plus de guerriers dans la région.
En 1912, va frapper dans la région de Doukkala et de la Chaouia une grande épidémie de peste bubonique qui touchera notamment fortement les Ouled Amrane, entre 20 et 30 morts chaque jour sont recensés[réf. nécessaire].

## Composition tribal
La tribu Ouled Amrane est composé en plusieurs sous-fractions telles que, : 
- Zakakra
- Awlad Shaban
- Awlad Bou Bakr
- Al-Ghawanim
- Awlad Saïd
- Al-Ramaha
- Bani Daghugh, fraction d'origine berbère masmouda arabisé ayant rejoint les Ouled Amrane[6].
- Awlad Hammou
- Awlad Jarrar
- Awlad Mira
- al-'Aoudat
- al-Khatatba

## Personnalités
- Abu Shua'ib al-Dukkali : un des premiers cheikhs salafi marocains, et mujahid auprès de Moha Ou Hammou Zayani[5]
- Sidi Muhammad ben Abd al-Aziz al-Sadiqi : oncle du précédent, érudit (possiblement soufi)[5]